# 天主教吉布提教區
天主教吉布提教區（拉丁語：Dioecesis Gibutensis）是羅馬天主教會在非洲吉布提、直屬教廷的一個教區。
教區範圍包括吉布提全國，教座位於首都吉布提市。2006年有教友7,000人（佔轄區人口0.9%），只有六名司鐸、一名終身執事、十一名修士、廿三名修女、五個堂區。現任教區主教為喬治·貝爾坦。

## 歷史
1914年4月28日設吉布提宗座監牧區，1925年2月13日升格為代牧區。1955年9月14日升為教區。